# Adam Zreľák
Adam Zreľák (ur. 5 maja 1994 w Lubowli) – słowacki piłkarz, występujący na pozycji napastnika w GKS-ie Katowice.

## Kariera klubowa
Grę w piłkę nożną rozpoczął w klubie TJ Sokol Ľubotín. W wieku 10 lat przeniósł się do szkółki klubu ŠK Odeva Lipany. W 2009 roku podjął treningi w MFK Ružomberok i w 2012 roku został włączony do składu pierwszej drużyny. 3 marca 2013 zadebiutował w Super lidze w wygranym 3:0 wyjazdowym meczu z FK Senica. W zespole Ružomberoka występował do końca 2014 roku. Na początku 2015 roku przeszedł do Slovana Bratysława. W zespole Slovana swój debiut zaliczył 27 lutego 2015 w przegranym 0:2 domowym meczu przeciwko MŠK Žilina. W kwietniu 2016 wystąpił w przegranym 1:3 finale Pucharu Słowacji z FK AS Trenčín, w którym strzelił gola.
Latem 2016 roku Zreľák został zawodnikiem FK Jablonec, dla którego rozegrał 5 spotkań i zdobył 2 gole. W latach 2017–2021 był graczem 1. FC Nürnberg. W barwach tego klubu zanotował 14 występów w Bundeslidze oraz 31 spotkań w 2. Bundeslidze, w których strzelił łącznie 6 bramek. W lutym 2021 roku podpisał półroczną umowę z Wartą Poznań. W czerwcu 2021 przedłużył z nią umowę o dwa lata. W czerwcu 2024 rozwiązał kontrakt z Wartą Poznań i podpisał dwuletni kontrakt z GKS-em Katowice.
| Sezon   | Klub              | Kraj     | Rozgrywki     | Mecze | Gole |
| ------- | ----------------- | -------- | ------------- | ----- | ---- |
| 2012/13 | MFK Ružomberok    | Słowacja | Super liga    | 11    | 1    |
| 2013/14 | MFK Ružomberok    | Słowacja | Super liga    | 32    | 8    |
| 2014/15 | MFK Ružomberok    | Słowacja | Super liga    | 18    | 6    |
| 2014/15 | Slovan Bratysława | Słowacja | Super liga    | 13    | 4    |
| 2015/16 | Slovan Bratysława | Słowacja | Super liga    | 26    | 6    |
| 2016/17 | FK Jablonec       | Czechy   | 1. liga       | 5     | 2    |
| 2017/18 | 1. FC Nürnberg    | Niemcy   | 2. Bundesliga | 13    | 1    |
| 2018/19 | 1. FC Nürnberg    | Niemcy   | Bundesliga    | 14    | 2    |
| 2019/20 | 1. FC Nürnberg    | Niemcy   | 2. Bundesliga | 13    | 1    |
| 2020    | 1. FC Nürnberg    | Niemcy   | 2. Bundesliga | 5     | 0    |
| 2021    | Warta Poznań      | Polska   | Ekstraklasa   | 8     | 0    |
| 2021/22 | Warta Poznań      | Polska   | Ekstraklasa   | 29    | 9    |
| 2022/23 | Warta Poznań      | Polska   | Ekstraklasa   | 31    | 8    |
| 2023/24 | Warta Poznań      | Polska   | Ekstraklasa   | 14    | 4    |

## Kariera reprezentacyjna
Zreľák grał w młodzieżowych reprezentacjach Słowacji na różnych szczeblach wiekowych. W 2017 roku wystąpił na Mistrzostwach Europy U-21 w Polsce. W seniorskiej reprezentacji Słowacji zadebiutował 19 listopada 2013 w zremisowanym 0:0 towarzyskim meczu z Gibraltarem, rozegranym w Loulé. W spotkaniu tym pojawił się na boisku w 66. minucie, zmieniając Erika Jendriška.